# Semieix menor

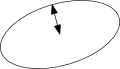
El semieix menor d'una el·lipse

En geometria, el semieix menor és un segment lineal associat amb la majoria de seccions còniques (com el·lipses i hipèrboles). Un extrem del segment és el centre de la secció cònica, i està en angle recte amb el semieix major. És un dels eixos de simetria de la corba: en una el·lipse, és el més curt; en una hipèrbola, el que no interseca la hipèrbola.

## El·lipse
El semieix menor d'una el·lipse és una meitat de l'eix menor, partint del centre, entremig i perpendicular a la línia que va del focus, i l'extrem de l'el·lipse. L'eix menor és el segment més llarg que va perpendicular a l'eix major.
Està relacionat amb el semieix major {\displaystyle a} a través de l'excentricitat {\displaystyle e}i el semi-latus rectum {\displaystyle l}, d'aquesta manera:
{\displaystyle b=a{\sqrt {1-e^{2}}}\,\!}
{\displaystyle al=b^{2}\,\!}.
Es pot obtenir una paràbola, ja que el límit d'una seqüència d'el·lipses en un focus es manté fix mentre l'altre s'allunya arbitràriament en una direcció, mantenint l fixat. Llavors a i b tendeixen a l'infinit, a més ràpid que b.

## Hiperbola
La longitud del semieix menor d'una hipèrbola és la distància des d'un extrem, al llarg de la línia tangent, a cada asimptota; si això és en la direcció y és b en aquesta equació de la hipèrbola: 
{\displaystyle {\frac {\left(x-h\right)^{2}}{a^{2}}}-{\frac {\left(y-k\right)^{2}}{b^{2}}}=1}
Està relacionada al semieix major a través de l'excentricitat, d'aquesta manera:
{\displaystyle b=a{\sqrt {e^{2}-1}}}
Noteu que en una hipèrbola b pot ser més llarg que a.
L'eix conjugat d'una hipèrbola va en la mateixa direcció que el semieix major.  Arxivat 2018-10-24 a Wayback Machine.